# Архиепархия Санса
Архиепархия Са́нса (Сено́нская архиепархия, лат. Archidioecesis Senonensis) — архиепархия Римско-Католической церкви с центром в городе Осер, Франция. Архиепархия Санса располагается в историческом регионе Бургундия и распространяет свою юрисдикцию на территорию департамента Йонна. Архиепархия Санса входит в церковную провинцию Дижона. Кафедральным собором архиепархии является церковь святого Стефана. Резиденция епископа находится в городе Осер.

## История
Епархия Санса была основана в 240 году. Церковная традиция приписывает распространение христианства в Бургундии святым Савиниану и Потенциану. Первым епископом, упоминаемым в исторических источниках, является Агреций, который называется в этих документах тринадцатым епископом города Санса. Агреций занимал кафедру Санса в 475 году. В IV веке епархия Санса была возведена в ранг архиепархии. В то время в митрополию Санса входили епархии городов Шартра, Осера, Мо, Парижа, Орлеана, Невера и Труа.
2 января 876 года Римский папа Иоанн VIII назначил архиепископа Санса апостольским викарием Галлии и Германии.
В 1140 году архиепископ Анри осудил учение Пьера Абеляра. С сентября 1163 года по апрель 1165 года Санс был резиденцией Римского папы Александра III. С XII века начинается постепенное снижение политического и церковного значения Санса, который стал уступать Лиону и Парижу. В последнее десятилетие XII века архиепископ Мишель де Корбей боролся с манихейским движением, распространившимся в его архиепархии. Это движение было осуждено на местном Синоде в 1198 году.
В 1622 году из архиепархии Санса выделилась епархия Парижа, ставшая архиепархией.
После Французской революции и принятия закона «Гражданское устройство духовенства» статус архиепархии Санса был понижен до уровня епархии. 29 ноября 1801 года после заключения конкордата с Францией Римский папа Пий VII издал буллу Qui Christi Domini, которой упразднил епархию Санса, а её территорию передал архиепархии Парижа.
После конкордата, заключённого в 1817 году, епархия Санса была восстановлена, но это решение Ватикана не было утверждено во французском Парламенте. Юридически епархия Санса была восстановлена 6 октября 1822 года буллой Paternae charitatis Римского папы Пия VII. На территории бывшей епархии Осера была реорганизована восстановленная архиепархия Санса. К митрополии Санса были присоединены епархии Труа, Невера и Мулена.
6 июня 1823 года Римский папа Пий VII выпустил буллу Antissioderensi ecclesiae, которой представил архиепархии Санса прибавлять к своему названию город Осер.
С XIX века в Сансе стали усиливаться идеи антиклерикализма, который значительно повлиял на ситуацию в архиепархии до такой степени, что уже в конце XX века территория архиепархии Санса стала рассматриваться Святым Престолом как миссионерская территория. В настоящее время численность верующих в архиепархии Санса по сравнению с другими французскими епархиями характеризуется самым низким процентом (60 % от общего числа населения). Для миссионерской деятельности 15 августа 1954 года Святой Престол учредил специальную миссионерскую структуру — территориальную прелатуру под названием «Миссия Франции», центр которой стал располагаться на территории архиепархии Санса в городе Понтиньи.
В 1973 году кафедра архиепархии Санса была переведена из Санса в город Осер.
С 1996 года архиепископ Санса является также ординарием Территориальной прелатуры французских миссий.
6 декабря 2002 года вошла в церковную провинцию Дижона.

## Ординарии архиепархии
- святой Савиниан;
- святой Потенциан;
- Леонтий;
- Северин (344);
- Авдакт;
- Гераклиан;
- Лунарий;
- Симплиций;
- святой Урсицин;
- Феодор;
- Сиклин;
- святой Амвросий;
- святой Агриций[итал.] (475);
- святой Ираклий I;
- святой Павел;
- святой Лев (533—538);
- Конститут (549—573);
- святой Анфим (581—585);
- святой Луп I (614);
- Хоноберт;
- Рихер I (627);
- Хильдегарий (632—637);
- Арментарий (650—654);
- святой Арнульф;
- святой Эммон (660—668);
- святой Гундеберт;
- Ламберт (680—683);
- святой Вульфран[итал.] (683);
- святой Гаугерик (696);
- святой Эббон (711);
- Мерульф;
- Ардоберт (744);
- Луп II (765);
- Виллихарий (769);
- Годескальк;
- Пётр I;
- Виллебальд;
- Бернард (797);
- Рагимберт;
- Магн (797—817);
- Иеремия (822—828);
- святой Альдерик (836);
- Ганелон (837—865);
- Эгилон (866—871);
- Ансегиз (871—883);
- Эврард (884—887);
- Готье I (887—923);
- Готье II (923—927);
- Аудальд (927—932);
- Гильом I (932—938);
- Герлер (938—954);
- Хильдеман (954—958);
- Аршамбо де Труа (958—967);
- святой Анастасий (967—977);
- Севин (978—999);
- Леотерик (999—1032);
- Гельдуин (1032—1049);
- Майнард (1049—1062);
- Рихер II (1062—1096);
- Даимберт (1097—1122);
- Анри I Санглие (1122—1142);
- Юг де Туси (1142—1168);
- Гильом де Блуа (1169—1176);
- Ги I де Нуайе (1176—1193);
- Мишель де Корбейль (1194—1199);
- Пьер де Корбейль (1200—1222);
- Готье Ле Корню (1223—1241);
  - вакантно (1241—1244);
- Жиль I Ле Корню (1244—1254);
- Анри Ле Корню (1254—1257);
- Гильом де Брос (1258—1267);
- Пьер де Шарни (1267—1274);
- Пьер д’Анизи (1274);
- Жиль II Корню (1275—1292);
- Этьенн Бекар де Пенуль (1292—1309);
- Филипп де Мариньи (1310—1316);
- Гильом де Мелён (1316—1329);
- Пьер Роже де Бофор-Тюренн (1329—1330) — будущий Римский папа Климент VI;
- Гильом II де Бросс (1330—1338);
- Филипп де Мелён (1338—1345);
- Гильом II де Мелён (1345—1376);
- Адемар Робер (1376—1384);
- Гонтье де Баньо (1385);
- Ги де Руа (1386—1390);
- Гильом де Дорман (1390—1405);
- Жан де Монтегю (1406—1415);
  - вакантно (1415—1418);
- Анри де Савуази (1418—1422);
- Жан де Нантон (1422—1432);
- Луи де Мелён (1432—1474);
- Этьенн-Тристан де Салазар (1474—1519);
- Этьенн Понше (1519—1525);
- Антуан Дюпра (1525—1535);
- Луи де Бурбон-Вандом (1536—1557);
- Жан Бертран (1557—1560);
- Луи де Гиз (1560—1562);
- Никола де Пеллеве (1562—1591);
  - вакантно (1591—1602);
- Рено де Бон (1602—1606);
- Жак Дави (1606—1618);
- Жан Дави дю Перрон (1618—1621);
- Октав де Сен-Лари де Бельгард (1621—1646);
- Луи-Анри де Пардайян де Гондрен (1646—1674);
- Жан де Монпеза де Карбон (1674—1685);
  - вакантно (1685—1692);
- Ардуэн Фортен де Ла Огет (1692—1715);
- Дени-Франсуа Бутилье де Шавиньи (1715—1730);
- Жан-Жозеф Ланге де Жержи (1730—1753);
- Поль д’Альбер де Люин (1753—1788);
- кардинал Этьенн Шарль де Ломени де Бриенн (10 марта 1788 — 19 февраля 1794);
  - епархия упразднена (1794—1822);
- кардинал Анн-Луи-Анри де Ла Фар (1 октября 1817 — 10 декабря 1829);
- блаженный Шарль-Андре-Туссен-Брюно де Рамон-Лаланд (09.01.1830 — 10.04.1830);
- Жан-Жозеф-Мари-Виктуар де Коснак (1830—1843);
- Меллон де Жолли (25.1.1844 — 22.04.1867);
- кардинал Виктор-Феликс Бернаду (1867—1891);
- Пьер-Мари-Этьенн-Гюстав Арден (1892—1911);
- Жан-Виктор-Эмиль Шенелон (1912—1931);
- Морис Фельтен (1932—1935);
- Фредерик-Эдуар-Камиль Лами (1936—1962);
- Рене-Луи Мари Стурм (1962—1977);
- Эжен-Мари Эрну (1977—1990);
- Жерар-Дени-Огюст Дефуа (1990—1995);
- Жорж-Эдмон-Робер Жильсон (1996—2004);
- Ив-Франсуа Патенотр (31.12.2004 — 5.03.2015);
- Эрве Жиро (5.03.2015 — 13.03.2024 — назначен архиепископом, с персональным титулом, Вивье);
- Паскаль Винцер (6 августа 2024 — по настоящее время).